# كنيسة دمشيت
كنيسة دمشيت إحدى قرى مركز طنطا التابع لمحافظة الغربية بجمهورية مصر العربية.

## التاريخ
قرية كنيسة دمشيت من القرى القديمة، حيث وردت باسم «الكُنيّسة» في أعمال الغربية ضمن قرى الروك الصلاحي التي أحصاها ابن مماتي في كتاب قوانين الدواوين، كما وردت باسم «الكنيسة بدمشيت» في أعمال الغربية ضمن قرى الروك الناصري التي أحصاها ابن الجيعان في كتاب «التحفة السنية بأسماء البلاد المصرية». وفي العصر العثماني وردت باسم «الكنيسة بدمشيت» في التربيع العثماني الذي أجراه الوالي العثماني سليمان باشا الخادم في عصر السلطان العثماني سليمان القانوني ضمن قرى ولاية الغربية، وفي تاريخ 1228هـ/1813م الذي عدّ قرى مصر بعد المسح الذي قام به محمد علي باشا باسم «كنيسة دمشيت» ضمن قرى مديرية الغربية.

## التعليم
تصل نسبة الأمية في القرية إلى 37.83% بين من تجاوزوا العاشرة من عمرهم، بينما تصل نسبة من حصلوا على تعليم جامعي إلى 5.66% من جملة السكان.

## السكان
بلغ عدد سكان كنيسة دمشيت 10,402 نسمة حسب تقدير عام 2018. ذكر في تعداد 1986 وجود أقلية مسيحية بالقرية.
| السنة  | 1882 | 1897 | 1907 | 1927 | 1947 | 1960 | 1976 | 1986 | 1996 | 2006  | 2018   |
| ------ | ---- | ---- | ---- | ---- | ---- | ---- | ---- | ---- | ---- | ----- | ------ |
| القرية | 1556 | 2020 | 1267 | 2340 | 2851 | 3653 | 4936 | 6008 | 6846 | 7,969 | 10,402 |